# Андреа Орканя
Андреа Орканя (на италиански: Andrea Orcagna, роден Андреа ди Чоне ди Арканджело, на италиански: Andrea di Cione di Arcangelo), е италиански художник, скулптор, архитект и поет.
Ученик е на Андреа Пизано и Джото. Художници стават и двамата му по-малки братя – Джакопо и Нардо ди Чоне. Творби на Андреа Орканя има във флорентинските църкви Санта Мария Новела, Санта Кроче и Орсанмикеле.
Фреската му Триумфът на смъртта в Санта Кроче става един от източниците на пиесата за пиано на Ференц Лист „Плясъкът на смъртта“ (1849).